# Vento d'estate
Vento d'estate è un brano musicale dei cantautori italiani Max Gazzè e Niccolò Fabi, pubblicato nel 1998 nei rispettivi album in studio La favola di Adamo ed Eva e Niccolò Fabi, editi sotto la Virgin Records.
Risultato di un rimaneggiamento compiuto con l'aiuto del produttore e arrangiatore Riccardo Sinigallia, la canzone era in origine un abbozzo che Gazzè aveva composto nel 1992. Fabi fu contattato successivamente per prestare la sua voce a fianco dell'artista, suggellando così un'amicizia che li legava da tempo. Sebbene mai estratto come singolo discografico, ne circolarono delle copie promozionali su CD, oltre a un 45 giri per il solo circuito dei jukebox, e Alex Infascelli ne girò un videoclip.
Il brano ebbe un importante riscontro radiofonico e vinse Un disco per l'estate, permettendo alla coppia di partecipare al Festivalbar 1998. Fu ben accolto dalla critica, che ne elogiò le sonorità e il modo inusuale con cui affrontava il tema dell'estate, e si rivelò un pezzo importante per l'ascesa della carriera di Gazzè. Nel corso del tempo venne reinterpretato da artisti quali Musica Per Bambini, Etnosound e Alessandro Moschini, detto Marvin, del gruppo Prezioso feat. Marvin. Nel 2018 fu inoltre certificato disco d'oro dalla FIMI per le oltre 25 000 unità vendute.

## Produzione e registrazione

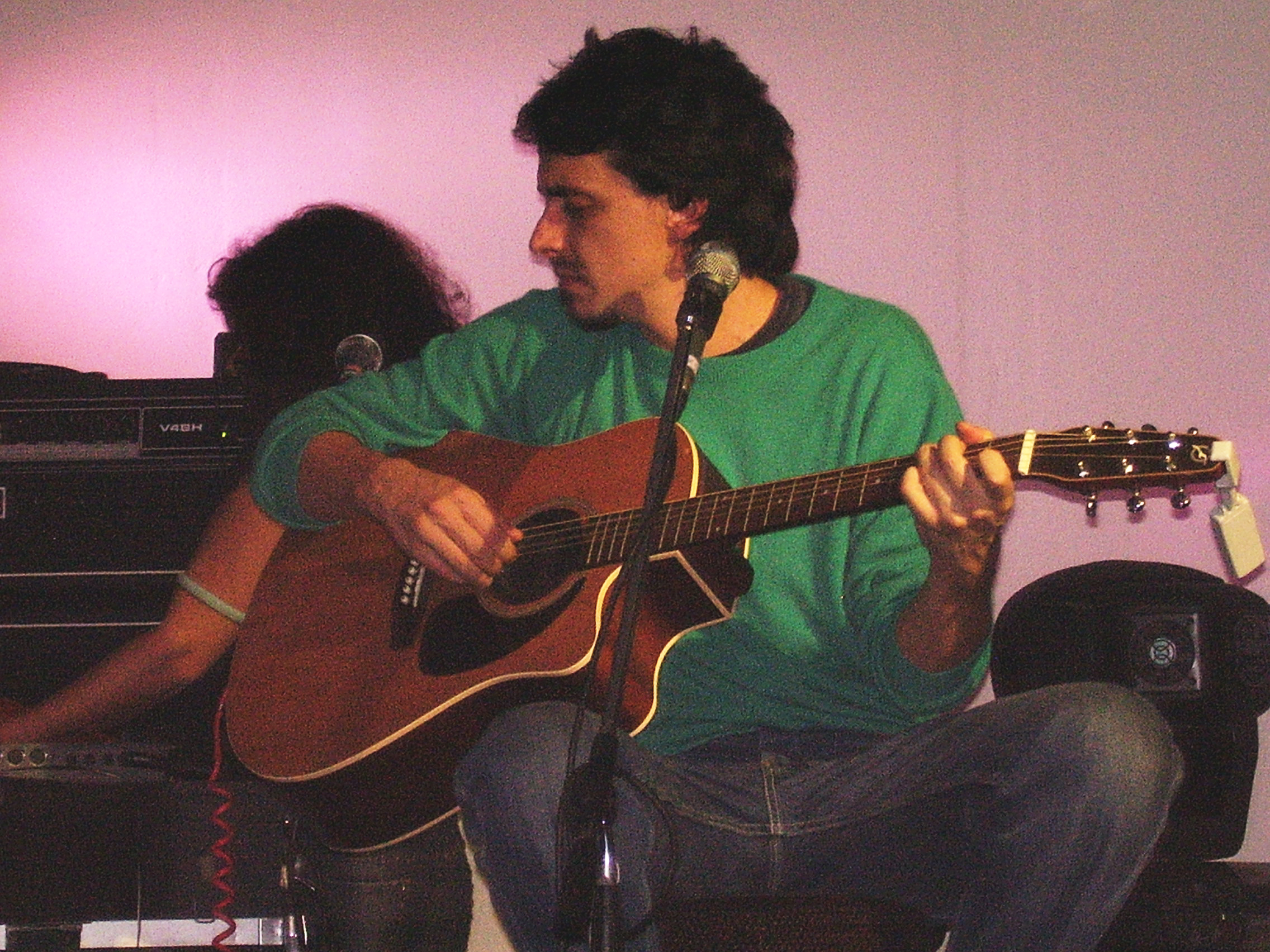
Riccardo Sinigallia (qui nel 2006)

Una prima bozza di Vento d'estate venne creata nel 1992 da Max Gazzè, il quale, non essendo tuttavia soddisfatto del risultato, la presentò soltanto nel 1998 all'amico Riccardo Sinigallia, con cui stava lavorando per la realizzazione dell'album La favola di Adamo ed Eva. Questi apportò numerosi cambiamenti al pezzo, tanto che fu accreditato come coautore e produttore. I due scrissero il testo affrontando il concetto della «libertà di poter scegliere e di viaggiare senza vincoli». L'accompagnamento venne composto in chiave di La minore e con un ritmo di 126 battiti per minuto.
Una volta completata la canzone, Gazzè contattò Fabi con l'intenzione di fargliela cantare da solo, malgrado «poi però nel riarrangiarla [nacque] il progetto di cantarla insieme», forte di «un’amicizia nata nei locali e nei pub romani che dura[va] da anni»; come ebbe a dire in un'intervista dell'epoca, «cantarla insieme con Niccolò è stata una bella idea perché il brano avrebbe acquistato un senso diverso rispetto ad una nostra eventuale interpretazione individuale. Vento d'estate insieme con Fabi penso rappresenti la comparsa sulla scena degli Starsky & Hutch del pop italiano». Le sessioni di registrazione si tennero intorno all'aprile 1998 allo Studio Stemma di Roma, con Gianluca Vaccaro, responsabile anche del missaggio. Il mastering fu curato da Paul Libson presso lo Studio Profile di Milano. Sinigallia e Gazzè parteciparono inoltre alla realizzazione dell'album omonimo di Fabi: il primo co-firmò Lasciarsi un giorno a Roma e suonò le tastiere in tutte le canzoni (oltreché curare i campionamenti e la programmazione), mentre il secondo comparve in veste di bassista nella sola Monologhi paralleli.

## Promozione

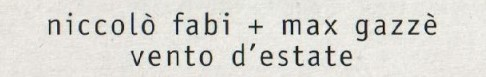
Logo del CD promozionale del singolo

Vento d'estate fu pubblicato nel 1998 da Emi Music Publishing Italia e Quarantuno Edizioni Musicali unicamente in via promozionale. La prima edizione venne distribuita su CD, mentre la seconda su un 45 giri per i jukebox con All I Have to Give dei Backstreet Boys sul lato B. Nello stesso anno fu incluso come seconda traccia sia nell'album omonimo di Fabi sia in La favola di Adamo ed Eva di Gazzè, uscito il 26 giugno per Virgin.
Il brano venne eseguito in playback al Festivalbar 1998. Durante le sue future esibizioni dal vivo, Gazzè lo suonò accompagnato da artisti differenti che rivestivano il ruolo di seconda voce: nel 2017, in seno ad una serie di quattro concerti all'Auditorium Parco della Musica di Roma, fu ad esempio affiancato da Daniele Silvestri e Carmen Consoli; due anni dopo invece, all'Umbria Jazz 19, lo cantò con Alex Britti e Manu Katché, realizzando una versione che «ha soffiato un afflato fresco di Manica, quel poco che basta per spalmare un po' di Police tra le linee sinuose delle colline umbre». Infine, nel corso de La matematica dei rami tour del 2021, fu accompagnato dalla cantautrice Greta Zuccoli.
Gazzè e Fabi ritornarono insieme durante l'esperienza del supergruppo Fabi Silvestri Gazzè, formato con Silvestri nel 2013. Vento d'estate venne cantato a Radio Italia Live - Il concerto e inserito nella scaletta del tour promozionale del 2014 per l'album Il padrone della festa, assieme ad altri singoli e pezzi presi dalle carriere soliste dei componenti della band.

## Video musicale
Nel videoclip ufficiale diretto da Alex Infascelli, Fabi e Gazzè cantano la canzone viaggiando su un tandem grazie a cui attraversano numerosi paesaggi, sia naturali (come campi di girasoli e strade in collina) sia urbani (ad esempio sottopassaggi, ponti e vie cittadine, tra cui quella che costeggia piazza del Colosseo), fino ad arrivare a un segnale di pericolo su cui è scritto "End", posto in mezzo a una strada di montagna innevata. Tutte le riprese di queste ambientazioni o sono proiettate su alcuni teli trasparenti posti dietro ai due artisti o si alternano direttamente alle sequenze che li vedono in bici.

## Accoglienza

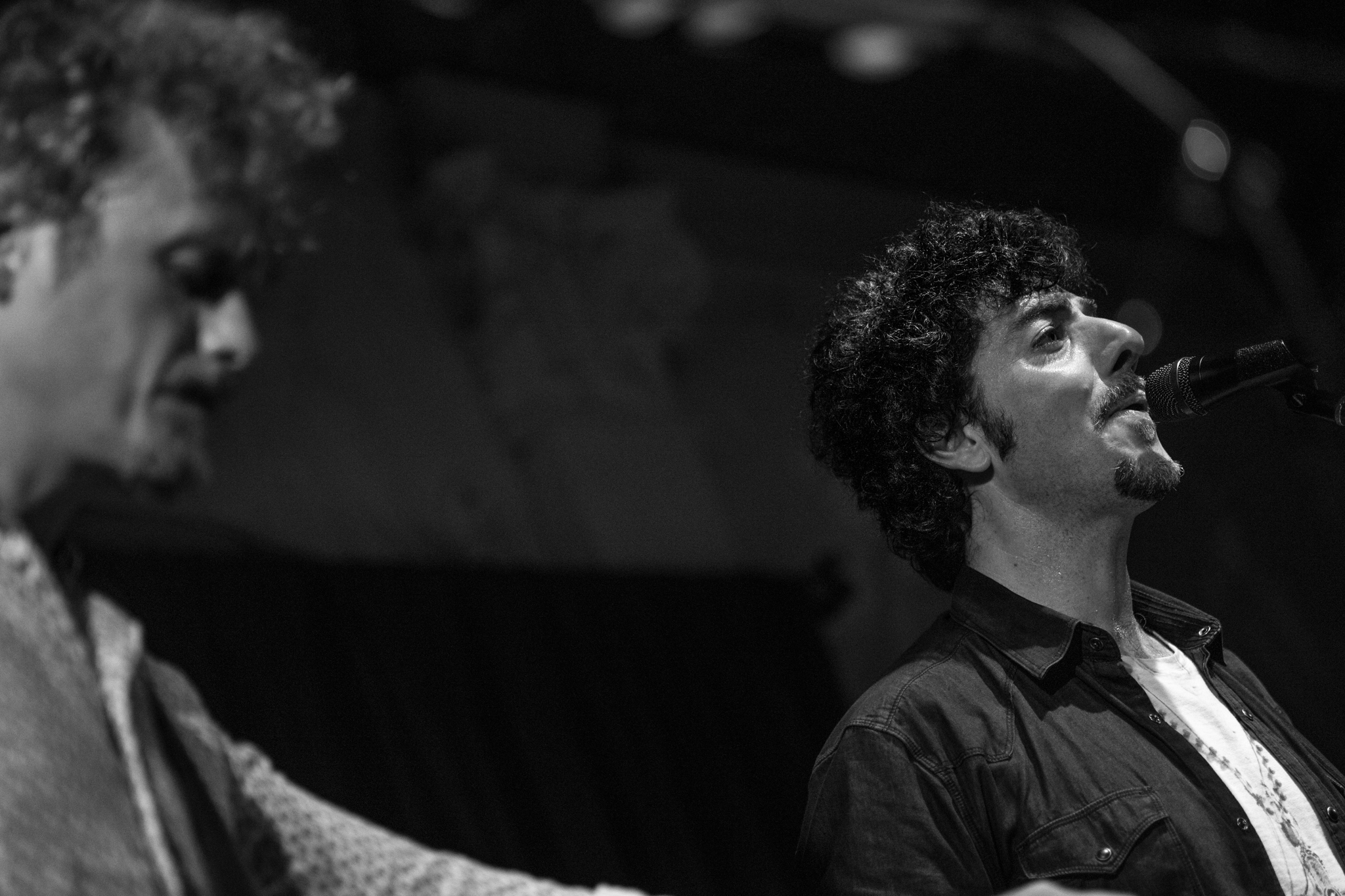
Niccolò Fabi e Max Gazzè (qui durante un concerto a Londra del primo ottobre 2014)

Vento d'estate si rivelò un grande successo radiofonico, divenendo, secondo Music Control, uno dei singoli più suonati e richiesti dell'estate del 1998. Vinse Un disco per l'estate e fu «la canzone più in vista al Festivalbar 1998». Enzo Gentile e Alberto Tonti, nel loro Dizionario del Pop-Rock 2014, reputarono la composizione uno dei momenti più convincenti dell'omonimo album di Niccolò Fabi. Federico Guglielmi de Il mucchio selvaggio la definì un capitolo «mesmerico e sognante» de La favola di Adamo ed Eva. Carlo Moretti di Musica! Rock & altro scrisse che rivela la «freschezza del disco [...] per il passo indolente in corto circuito con il soggetto estivo: un paradosso che ha contribuito non poco al suo successo. Vento d'estate è inoltre il brano più "à la Police" del disco (riff di chitarra, giro di basso, cori), ma Gazzè ha ben metabolizzato, e non da ieri».
Venne inserita in Festivalbar '98 - Compilation Rossa ed è presente inoltre nelle principali raccolte di Gazzè Raduni 1995-2005 (2005), The Best of Platinum (2007), Una musica può fare (2008), e The Platinum Collection (2013), nonché in Dischi volanti 1996-2006 (2006) di Fabi.
Il pezzo rappresentò, secondo Cristiano Orlando di Ondarock, «il decisivo abbrivio per l'ascesa delle [...] sorti artistiche» di Gazzè; con il passare del tempo fu inoltre considerato «una delle canzoni "diverse" dell'estate». Valerio Lombardi di GiornaleNews scrisse che è «la canzone più bella e poetica dedicata all'estate», grazie al «ritmo incalzante» e al testo, «semplice ma che resta nel cuore e nella testa di chi lo ascolta per il suo significato intrinseco». Gli stessi versi vennero apprezzati anche da Benedetta Picariello di zon.it, la quale puntualizzò come invogliassero «l'ascoltatore a stare lontano dalle ansie e dalle preoccupazioni perché tutto "cambia come cambia il vento"» e come comunicassero un senso di libertà, simboleggiata anche dal mare in passaggi quali «Io vado al mare e voi che fate?».

## Formazione
Musicisti
- Max Gazzè – voce, basso elettrico
- Niccolò Fabi – voce
- Maurizio Filardo – chitarra acustica, chitarra elettrica
- Gianluca Misiti – tastiera
- Piero Monterisi – batteria, percussioni
- Riccardo Sinigallia – programmazione, «extras»

Produzione
- Riccardo Sinigallia – produzione
- Gianluca Vaccari – registrazione, missaggio
- Massimo Evangelisti – assistenza tecnica
- Paul Libson – mastering

## Cover

### Marvin
Nel 2014 il cantante del gruppo di musica techno Prezioso feat. Marvin Alessandro Moschini incise una cover dance di Vento d'estate, collaborando con i produttori Paolo Sandrini e Rudeejay. Fu poi pubblicata digitalmente il 20 giugno dalla Bang Record, dopo un annuncio tramite un breve video promozionale, contenente anche un estratto del brano, sul canale ufficiale YouTube dell'etichetta del 13 giugno.

### Musica Per Bambini

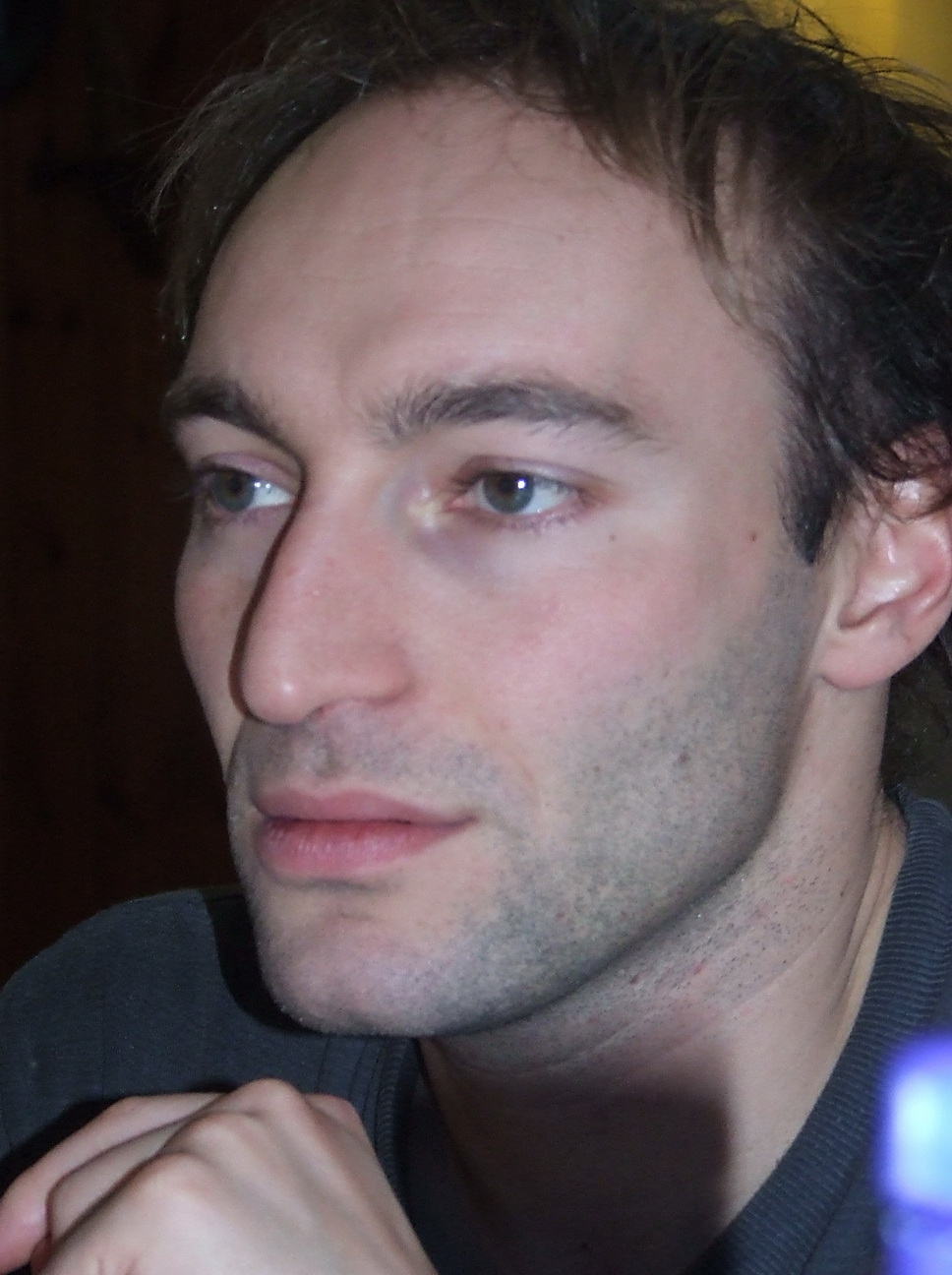
Musica Per Bambini nel 2008

Il cantautore di musica sperimentale Musica Per Bambini fu uno della ventina di artisti che la Garrincha Dischi contattò per realizzare il progetto Il cantanovanta 1990-2000, un disco costituito da rifacimenti di successi e tormentoni italiani degli anni novanta e distribuito il 4 giugno 2011 in un'edizione limitata a 500 copie.
Egli quindi realizzò una versione di Vento d'estate modificata nella struttura e ritmo: Federico Fragasso di Indie-eye la definì «massacrante» e Stefano Bartolotta di Ondarock un «ottovolante», mentre Fabrizio Zampighi di Sentireascoltare spiegò che la cover risulta «deframmentata in un delirio schizoide».

### Etnosound
Il complesso etno-folk Etnosound inserì una cover di Vento d'estate come nona traccia del terzo album in studio omonimo, pubblicato il 2 giugno 2014 da Elca Sound. Ne venne girato anche un video promozionale, caricato sul canale YouTube della band il 29 giugno 2015 e che mostra i singoli membri salire su un'automobile, ognuno con degli strumenti giocattolo, mentre il leader Leonardo Bonavita, seduto accanto al guidatore, canta il pezzo.

#### Formazione
- Leonardo Bonavit – voce, chitarra acustica[48]
- Domenico Macrì – ciaramella[48]
- Andrea Carrano – fisarmonica[48]
- Gianluca Casato – batteria, tamburo a cornice[48]
- Peppe Condello – basso elettrico[48]

## Eredità culturale
Il gruppo indie rock Post Nebbia citò la composizione di Gazzè e Fabi nel singolo Veneto d'estate, cantato con Nico LaOnda e pubblicato da Dischi Sotterranei, La Tempesta Dischi e Grooviglio il 7 giugno 2021. Oltre al titolo, infatti, nel ritornello del testo vengono citati, stravolgendoli, i primi due versi di quello di Vento d'estate («Veneto d'Estate, uccido le zanzare voi che fate?»).